# Aojiang, Guangdong
Aojiang (kinesiska: 鳌江) är en köping i sydöstra Kina. Den ligger i Huilai härad i staden Jieyang i provinsen Guangdong, omkring 290 kilometer öster om provinshuvudstaden Guangzhou. Antalet invånare är 48 039. Befolkningen består av 24 204 kvinnor och 23 835 män. Barn under 15 år utgör 36 %, vuxna 15-64 år 57 %, och äldre över 65 år 5,0 %.